# Abraham Giorgis
Abraham de Giorges (o Francisco Abraham de Giorges) (Alepo, 1563-Massawa, 30 de abril de 1595) fue un jesuita y misionero.

## Biografía
Nació en la Siria otomana, en el eyalato homónimo, miembro de una familia católica de rito maronita. Pasó a Roma para estudiar en el Colegio Maronita. En 1582, alrededor de sus 19 años, ingresó en la Compañía de Jesús. En 1584 comenzó estudios de Gramática en el Colegio Romano de la Compañía de Jesús, siguiendo su formación en el colegio jesuita de Florencia y volviendo después a Roma. En el Colegio Romano se conserva la estancia en la que vivió. Debido a sus conocimientos de lenguas orientales, sus superiores le destinaron a ser misionero en la India, partiendo en 1592 desde Lisboa hacia la Goa portuguesa. Una vez en la India pasó a ejercer su misión entre los cristianos de Santo Tomás en la región de Malabar. 
Posteriormente, fue destinado a Etiopía dos por los turcos sus compañeros Pedro Páez y Antonio Monserrate. Partió de Goa el 5 de enero de 1595, tras haber paso un año de retiro en preparación de su misión. Fue despedido por el virrey de Goa. Llegó a Massawa, en la actual Eritrea, tras haber pasado por Diu, disfrazado de mercador armenio. El gobernador turco de la ciudad (Xafer) lo recibió bien, aunque posteriormente dudó de su identidad. Cuando el gobernador le preguntó por su cristianismo, Abraham dijo que sí que era cristiano y por ello fue condenado a muerte. Fue decapitado el 30 de abril de 1595 en Massaua.  

## Causa de beatificación
En 1630 su proceso de martirio fue comenzado por el misionero y jesuita portugués Apolinar de Almeida, patriarca coadjuntor de Etiopía y arzobispo in partibus de Nicea. El sucesor de Almeida en el patriarcado de Etiopía, Alfonso Mendes continuó el proceso en 1640.
La causa beatificación se introdujo en Roma en 1902. 